# Rotorua
Rotorua (/ˌroʊtəˈruːə/, del maori Te Rotorua-nui-a-Kahumatamomoe, «el segon gran llac de Kahumatamomoe») és una ciutat neozelandesa de la costa meridional del llac homònim, a la zona de Bay of Plenty, de l'Illa del Nord. La ciutat és la capital del districte de Rotorua, una autoritat territorial que engloba la ciutat i altres pobles propers. La ciutat de Rotorua té una població permanent estimada de 56.100 habitants, mentre que el districte de Rotorua té una població estimada total de 68.700 habitants, dels quals 3.600 viuen a la secció de Waikato. La ciutat es troba al centre de l'Illa del Nord, a només 60 quilòmetres al sud de Tauranga, a 80 quilòmetres al nord de Taupo, 105 quilòmetres a l'est de Hamilton, i a 230 quilòmetres al sud-est de la ciutat més poblada del país, Auckland.
Rotorua és una important destinació tant per a turistes nacionals com internacionals. La indústria del turisme és, de lluny, el major sector industrial del districte. La ciutat també és coneguda per la seva activitat geotèrmica, i compta amb guèisers —en particular el guèiser Pohutu (Whakarewarewa)— i piscines de fang calent. Aquesta activitat termal prové de la caldera de Rotorua, en la qual es troba la ciutat. Rotorua és la seu de l'Institut de Tecnologia Waiariki.
La ciutat compta amb l'Aeroport Internacional de Rotorua, situat a 9 km al nord-est del centre de la ciutat, a la carretera State Highway 30. Air New Zealand ofereix vols turbohèlice diaris entre Rotorua i els aeroports d'Auckland, Wellington, i Christchurch.

## Història
El nom «Rotorua» prové del maori i el seu nom complet és Te Rotorua-nui-a-Kahumatamomoe. Roto significa «llac» i rua, «dos»; de manera que Rotorua vol dir «segon llac». Kahumatamomoe era el nom de l'oncle del cap maori Ihenga, l'explorador ancestral de Te Arawa. Aquest va ser el segon llac més important descobert pel cap, i el va dedicar al seu oncle. És el major llac d'un gran conjunt trobat al nord-est de la ciutat, tots ells connectats amb la caldera de Rotorua i prop de la muntanya Tarawera. El nom també pot voler dir el «llac del cràter», significat igualment apropiat.
La zona va ser poblada inicialment pels maoris de l'iwi Te Arawa. El primer europeu a la zona va ser probablement Phillip Tapsell, que va fer negocis a la costa de Bay of Plenty, a Maketu, el 1828. Més tard va unir-se amb Te Arawa i va esdevenir un home molt respectat entre ells. Els missioners Henry Williams i Thomas Chapman van visitar Rotorua el 1831, i el 1835 Chapman i la seva dona van arribar a establir una missió a Te Koutu. Tot i que la van abandonar al cap d'un any, Chapman va retornar-hi el 1838 i va establir una segona missió a l'Illa Mokoia.
El llac va ser un escenari destacat d'escaramusses durant les Guerres de Nova Zelanda (1860). El 1883 es va crear un «districte de poble especial» per tal de promoure el potencial de Rotorua com a destinació de spa. Amb l'obertura de la línia de ferrocarril Rotorua Branch i l'inici del Rotorua Express el 1894, la ciutat es va connectar amb Auckland, cosa que va provocar el ràpid creixement de la ciutat i l'auge del turisme, vigent fins a l'actualitat. Rotorua es va establir com a borough el 1922, va elegir al seu primer alcalde el 1923, i va ser declarada ciutat l'any 1962, abans d'esdevenir un districte el 1979.
|  |  |  |  |

## Clima
| Paràmetres climàtics mitjans de Rotorua | Paràmetres climàtics mitjans de Rotorua | Paràmetres climàtics mitjans de Rotorua | Paràmetres climàtics mitjans de Rotorua | Paràmetres climàtics mitjans de Rotorua | Paràmetres climàtics mitjans de Rotorua | Paràmetres climàtics mitjans de Rotorua | Paràmetres climàtics mitjans de Rotorua | Paràmetres climàtics mitjans de Rotorua | Paràmetres climàtics mitjans de Rotorua | Paràmetres climàtics mitjans de Rotorua | Paràmetres climàtics mitjans de Rotorua | Paràmetres climàtics mitjans de Rotorua | Paràmetres climàtics mitjans de Rotorua |
| Mes                                     | Gen.                                    | Feb.                                    | Mar.                                    | Abr.                                    | Mai.                                    | Jun.                                    | Jul.                                    | Ago.                                    | Set.                                    | Oct.                                    | Nov.                                    | Des.                                    | Anual                                   |
| --------------------------------------- | --------------------------------------- | --------------------------------------- | --------------------------------------- | --------------------------------------- | --------------------------------------- | --------------------------------------- | --------------------------------------- | --------------------------------------- | --------------------------------------- | --------------------------------------- | --------------------------------------- | --------------------------------------- | --------------------------------------- |
| Temperatura diària màxima °C (°F)       | 23 (73,4)                               | 23 (73,4)                               | 21,1 (70)                               | 18,3 (64,9)                             | 15,1 (59,2)                             | 12,6 (54,7)                             | 12,1 (53,8)                             | 13 (55,4)                               | 14,7 (58,5)                             | 16,7 (62,1)                             | 19 (66,2)                               | 20,9 (69,6)                             | 17,5 (63,5)                             |
| Temperatura diària mínima °C (°F)       | 12,7 (54,9)                             | 12,9 (55,2)                             | 11,6 (52,9)                             | 8,8 (47,8)                              | 5,9 (42,6)                              | 4,2 (39,6)                              | 3,1 (37,6)                              | 4,4 (39,9)                              | 6 (42,8)                                | 7,9 (46,2)                              | 9,6 (49,3)                              | 11,3 (52,3)                             | 8,2 (46,8)                              |
| Precipitació total mm (polzades)        | 99 (3,9)                                | 101 (4)                                 | 115 (4,5)                               | 112 (4,4)                               | 104 (4,1)                               | 134 (5,3)                               | 130 (5,1)                               | 148 (5,8)                               | 119 (4,7)                               | 122 (4,8)                               | 102 (4)                                 | 115 (4,5)                               | 1.401 (55,2)                            |
| Font: NIWA Climate Data (agost 2010)    |                                         |                                         |                                         |                                         |                                         |                                         |                                         |                                         |                                         |                                         |                                         |                                         |                                         |

## Suburbis
- Fenton Park
- Glenholme
- Ohinemutu
- Owhata
- Mangakakahi
- Western Heights
- Westbrook
- Fordlands
- Springfield
- Tihi-Ōtonga
- Lynmore
- Victoria
- Pukehangi
- Kawaha Point
- Ngongotaha
- Hamurana
- Tikitere
- Tarawera
- Okareka

## Agermanaments
Rotorua està agermanada amb quatre ciutats:
- Klamath Falls (Oregon)[8]
- Beppu (Kyūshū)
- Lake Macquarie (Nova Gal·les del Sud)
- Wuzhong, Suzhou (Jiangsu)